# Automatistes
Pour les articles homonymes, voir automatisme (homonymie).

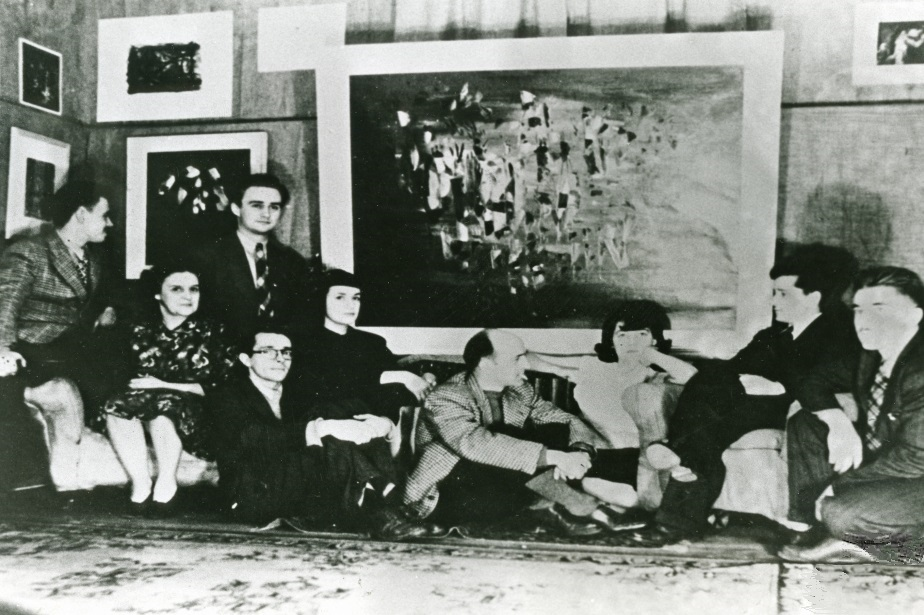
Exposition des Automatistes, 1947Claude Gauvreau, Julienne Gauvreau, Pierre Gauvreau, Marcel Barbeau, Madeleine Arbour, Paul-Émile Borduas, Madeleine Lalonde, Bruno Cormier et Jean-Paul Mousseau

Les Automatistes est un groupe d'artistes du Québec, réunis autour de Paul-Émile Borduas, professeur à l'École du Meuble de Montréal, au cours des années 1940.
Le mouvement regroupe les peintres Marcel Barbeau, Jean-Paul Riopelle, Pierre Gauvreau, Fernand Leduc, Jean-Paul Mousseau, et Marcelle Ferron ; les écrivains Claude Gauvreau et Thérèse Renaud ; les danseuses et chorégraphes Françoise Sullivan, Françoise Riopelle et Jeanne Renaud ; la designer Madeleine Arbour ; l'actrice Muriel Guilbault et le photographe Maurice Perron, de même que le psychiatre psychanalyste Bruno Cormier. En 1948, ils signent le manifeste Refus global, ouvrage collectif composé notamment du texte Refus global, rédigé par Borduas (1948).

## Origine
Le mouvement est fondé en 1942 par le peintre Paul-Émile Borduas. Les fondements du mouvement surréaliste et les outils psychanalytiques constituent les bases idéologiques de l'automatisme. À l'encontre des surréalistes, les Automatistes préconisent une approche intuitive expérimentale non représentative conduisant à un renouvellement en profondeur du langage artistique. Les premières œuvres résultant de ces expériences s'apparentent à l'expressionnisme abstrait, malgré l'absence de liens entre les groupes montréalais et new-yorkais.
On reconnaît généralement que l'exposition de quarante-cinq gouaches de Paul-Émile Borduas, au mois d'avril 1942, au Foyer de l'Ermitage, à Montréal, est le point de départ du mouvement. Une jeunesse enthousiaste se joint alors à ce professeur, adoptant ses idées et son projet.
D'abord initié dans le milieu des arts visuels (peinture, dessin, sculpture, etc.), le mouvement s'étend à d'autres disciplines artistiques: la poésie, la danse et le théâtre. La première manifestation publique du groupe a lieu en mars 1946 dans le cadre d'une exposition organisée dans une boutique désaffectée de la rue Amherst à Montréal. La publication du manifeste Refus global, le 9 août 1948 aux Éditions Mithra-Mythe, définira leur vision esthétique et politique.

## Appellation
C'est le journaliste et communicateur, Tancrède Marsil Jr., qui, le premier, nomme le groupe « Les Automatistes » dans sa critique de leur seconde exposition à Montréal (15 février au 1er mars 1947). Cet article est publié le 28 février 1947 dans Le Quartier latin, le journal étudiant de l'Université de Montréal sous le titre « Les automatistes. École Borduas ». Ce  nom lui a été inspiré par le discours esthétique des exposants eux-mêmes au cours du vernissage, notamment celui de son chef de file, Paul-Émile Borduas, et celui du poète Claude Gauvreau, qui prônaient le recours une écriture automatique inspirée des pratiques surréalistes. Le même Gauvreau signale d'ailleurs que cette appellation journalistique a été adoptée par le groupe : « Le vocable employé par Marcil eut beaucoup de succès et nous nous surprîmes bientôt nous-mêmes à le brandir comme un drapeau ».

## Automatismes
Paul-Émile Borduas distingue trois modes d'automatismes : mécanique, psychique, surrationnel.
- mécanique : « produit par des moyens strictement physiques, plissage, grattage, frottements, dépôts, fumage, gravitation, rotation, etc. »

- psychique : « en littérature: écriture sans critique du mouvement de la pensée. »

- surrationnel : « écriture plastique non préconçue. Une forme en appelle une autre jusqu'au sentiment de l'unité, ou de l'impossibilité d'aller plus loin sans destruction. »

## Évolutions individuelles
Sans s'être séparés radicalement, les Automatistes ont interrompu leurs activités communes en 1954, après l'exposition La matière chante organisée par Claude Gauvreau. Le départ pour l'étranger de la plupart d'entre eux, particulièrement celui de Borduas pour New York, en 1953, puis Paris, en 1956, a précipité la dissolution effective du groupe. Cependant, les Automatistes ont constamment maintenu des liens entre eux par-delà le temps et l'évolution de leurs recherches esthétiques respectives.
Dans La femme qui fuit, Anaïs Barbeau-Lavalette raconte le parcours de Suzanne Meloche et évoque l'aventure des Automatistes.
Paul-Émile Borduas souhaite détacher l’art de toute convention. Son opposition aux élites et ses revendications lui feront perdre son emploi de professeur à l’École du meuble.

## Citation
« Les Automatistes étaient des paysagistes dans le grand sens du mot, véhiculant les rapports de l'homme avec son milieu géographique, avec sa lumière. »

— Marcelle Ferron